# Masakra w Końskich
Masakra w Końskich – zbrodnia wojenna popełniona przez żołnierzy niemieckiego Wehrmachtu w trakcie kampanii wrześniowej 1939 roku.
12 września 1939 Niemcy spędzili na skwer przy kolegiacie św. Mikołaja w Końskich grupę ok. 40-50 żydowskich mężczyzn, którym polecili wykopać groby dla poległych żołnierzy Wehrmachtu – bijąc ich przy tym i maltretując. W pewnym momencie wybuchła bezładna strzelanina, w wyniku której poniosło śmierć 22 Żydów. Po wojnie masakra w Końskich stała się znana na skalę międzynarodową ze względu na fakt, że jej świadkiem była słynna niemiecka reżyser filmowa – Leni Riefenstahl.

## Preludium
Końskie zostały opanowane przez oddziały Wehrmachtu w dniu 8 września 1939 roku. Jeszcze tego samego dnia Niemcy spalili miejscową synagogę. Z kolei na 12 września zaplanowano pogrzeb czterech niemieckich żołnierzy poległych w walkach z regularnymi oddziałami polskimi. Ciała zabitych spoczywały przez pewien czas na marach w kolegiacie św. Mikołaja w Końskich. Rozeszły się wówczas pogłoski, iż zostały one okrutnie okaleczone przez polskich partyzantów, co wywołało silne wzburzenie wśród obecnych w mieście Niemców.

## Przebieg masakry
W dzień pogrzebu żołnierze batalionu rozpoznania lotniczego niemieckiej 10. Armii razem z członkami Reichsarbeitsdienst (pol. Służby Pracy Rzeszy) spędzili na skwer przy kolegiacie grupę ok. 40–50 żydowskich mężczyzn wyciągniętych z sąsiednich domów. Żydom polecono wykopać groby dla poległych żołnierzy Wehrmachtu. Niektórzy mężczyźni otrzymali w tym celu łopaty, inni byli jednak zmuszeni kopać mogiły gołymi rękoma. Niemcy brutalnie znęcali się nad zatrzymanymi, bijąc ich sztachetami i kolbami karabinów. Żydzi, którzy na skutek ciosów upadali na ziemię byli kopani w twarz. Jeden z żołnierzy był tak okrutny, że obecny na skwerze porucznik Luftwaffe poczuł się zmuszony odprowadzić go do koszar. Przybyły na miejsce zdarzenia wojskowy komendant miasta – major Schulz – nie zabronił jednak żołnierzom katowania Żydów. Ograniczył się jedynie do wygłoszenia uwagi, że „Żydzi ponoszą wprawdzie winę za wszystkie nieszczęścia, jakie nawiedziły teraz świat, mimo to jednak żołnierze niemieccy muszą utrzymywać dyscyplinę i wystrzegać się ekscesów”.

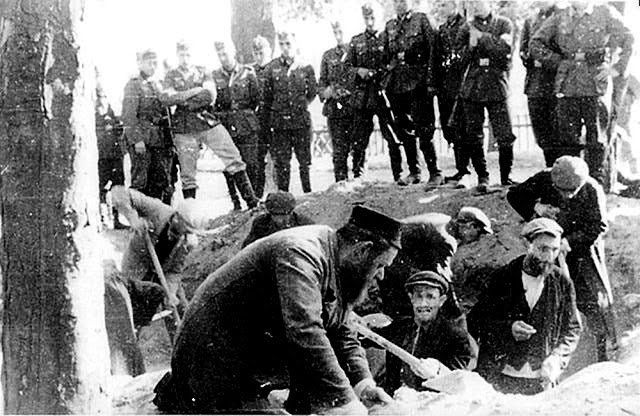
Żydzi z Końskich kopiący groby, 12 września 1939 r.

Mimo tak niejednoznacznej postawy komendanta Żydom pozwolono wówczas udać się do domów. Zanim jednak zdążyli się rozejść żołnierze ponownie zaczęli bić ich i kopać. Kolejny wybuch agresji spowodował panikę wśród Żydów, którzy w poszukiwaniu schronienia rzucili się do bramy kamienicy przy pl. Kościuszki 3. W tym momencie na plac wjechał niemiecki samochód wojskowy, kierowany przez podporucznika Brunona Kleinmichela. Widząc zmierzającą w jego kierunku dużą grupę mężczyzn Kleinmichel otworzył ogień z pistoletu maszynowego. Za jego przykładem do uciekającego tłumu zaczęli także strzelać pozostali żołnierze. Kleinmichel wyszedł następnie z pojazdu i kontynuował ostrzał. Gdy strzelanina ustała okazało się, że 19 Żydów poniosło śmierć, a kolejnych ośmiu odniosło rany. Do 15 września zmarło jeszcze trzech rannych, co podniosło łączną liczbę ofiar do 22.
Ocalałym z masakry Żydom polecono uprzątnąć zwłoki, które następnie pogrzebano na cmentarzu żydowskim w Końskich. Ofiary mordu upamiętnia obecnie pamiątkowa tablica na ścianie kamienicy przy pl. Kościuszki 3.

## Relacje Leni Riefenstahl i Ericha von Mansteina

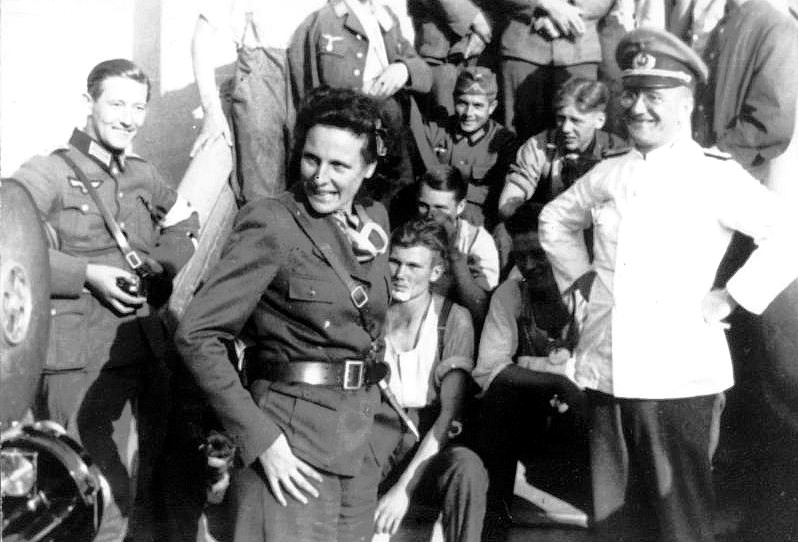
Leni Riefenstahl wśród niemieckich żołnierzy. Wrzesień 1939

Świadkiem zbrodni była przebywająca wówczas w Końskich Leni Riefenstahl – niemiecka reżyser filmowa, twórca kilku głośnych filmów propagandowych gloryfikujących III Rzeszę i ruch nazistowski. We wrześniu 1939 Riefenstahl wraz ze swoją ekipą udała się do Polski w celu nakręcenia filmu propagandowego o zwycięstwie nad Polską. W wydanych po wojnie „Pamiętnikach” opisała dość wiernie przebieg masakry, powtarzając jednak twierdzenia o rzekomym zbezczeszczeniu przez Polaków ciał niemieckich żołnierzy oraz utrzymując, iż nie zdawała sobie sprawy, że ofiary mordu były pochodzenia żydowskiego. Riefenstahl twierdziła także, że próbowała powstrzymać żołnierzy przed maltretowaniem cywilów, po czym udała się do dowódcy 10. Armii, generała Waltera von Reichenau, którego poinformowała o całym zajściu. Wstrząśnięta masakrą miała następnie przerwać prace nad filmem i opuścić Polskę. Temu ostatniemu twierdzeniu przeczą jednak zdjęcia potwierdzające jej obecność podczas defilady zwycięstwa odbieranej przez Hitlera w Warszawie (5 października 1939).
Do masakry w Końskich i obecności Leni Riefenstahl na miejscu zbrodni nawiązał także w swych wspomnieniach feldmarszałek Erich von Manstein (w czasie kampanii wrześniowej szef sztabu Grupy Armii „Południe”). Mord na ponad 20 Żydach opisał jako „bezmyślną strzelaninę na stłoczonym placu targowym” spowodowaną „nerwowością jednego oficera – przeciwlotnika”. Fakt postawienia sprawcy przed sądem przytoczył natomiast jako „dowód” na rzekome dokładanie starań przez generalicję Wehrmachtu, aby polska ludność cywilna była traktowana w sposób humanitarny.

## Odpowiedzialność sprawców
Podporucznik Brunon Kleinmichel stanął przed niemieckim sądem wojennym, który uznał, że oskarżony „z premedytacją zabijał ludzi, nie zastanawiając się, co robi”. Za okoliczność łagodzącą uznano jednak fakt, że jego czyn był spowodowany przypuszczeniem, iż partyzanci bestialsko okaleczyli ciała poległych niemieckich żołnierzy. Ostatecznie Kleinmichel został skazany na dwa lata więzienia i degradację. Szeregowi żołnierze, którzy znęcali się nad Żydami na skwerze, a następnie strzelali do nich wraz z Kleinmichelem, nie zostali pociągnięci do odpowiedzialności.
Niemiecki historyk Jochen Böhler zwracał uwagę, że usprawiedliwienie przez sąd zbrodni Kleinmichela rzekomymi okrucieństwami partyzantów stanowiło pierwszy wypadek zastosowania formuły „gdzie Żydzi, tam i partyzanci”, którą Niemcy wykorzystywali w późniejszym okresie wojny jako pretekst do masowej eksterminacji ludności żydowskiej w okupowanych krajach Europy.